# Gotthelf Leberecht Berthold

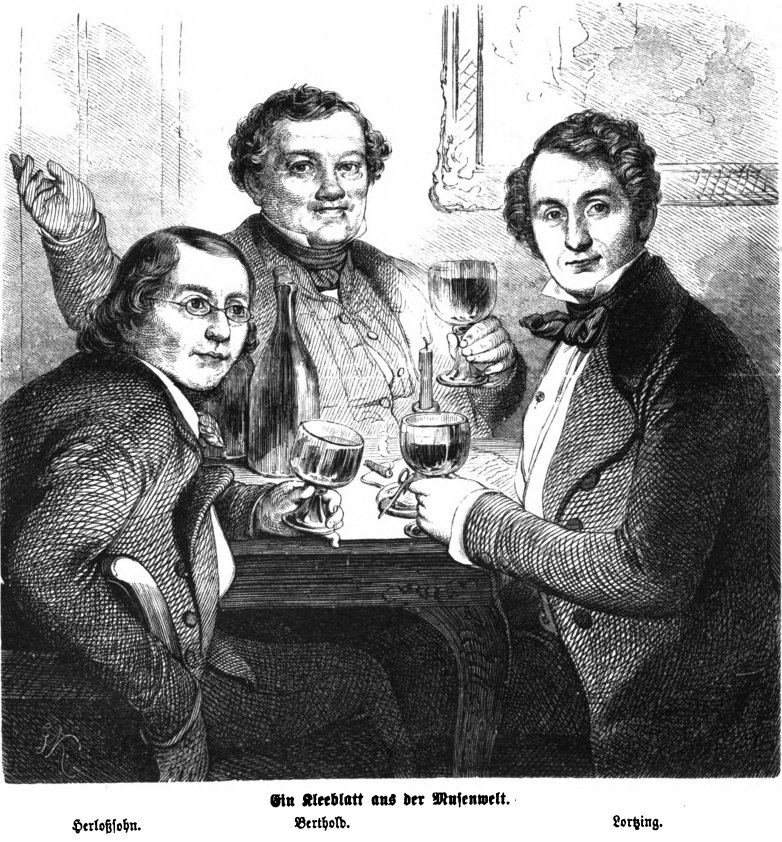
Gotthelf Leberecht Berthold (Mitte) mit Karl Herloßsohn und Albert Lortzing.

Gotthelf Leberecht Berthold (* 1796 in Brand im sächsischen Erzgebirge; † 26. Oktober 1851) war ein deutscher Opernsänger (Bassbuffo), Theaterschauspieler und Komiker.

## Leben
Er betrat 1815 in Chemnitz als Autodidakt die Bühne, reiste dann mehrere Jahre mit kleinen Gesellschaften herum, wo sich sein Bass immer mehr und mehr entwickelte und nahm 1818 Engagement am Braunschweiger Hoftheater, wo er bis 1827 zur allgemeinen Zufriedenheit wirkte.
Dann kam er nach Düsseldorf, und hier fand er eigentlich erst Gelegenheit, in den ihm zustehenden Wirkungskreis zu gelangen, indem er als Komiker und Bassbuffo außerordentliches Glück machte. Er bewarb sich ein Jahr später um ein Engagement am Hoftheater in Kassel, wo er bis 1832, und hierauf in Leipzig von 1832 bis zu seinem Tode 1852 [sic!] in komischen Rollen zu den Lieblingen des Publikums zählte.
Es verdient Erwähnung, dass Albert Lortzing seine Darstellungsmanier besonders schätzte, und die Bassbuffopartien „van Bett“ (Zar und Zimmermann) und „Kellermeister“ (Undine) eigens für ihn komponierte. Berthold starb in Leipzig am 26. Oktober 1851.